# Stefan von Kotze
Stefan von Kotze (* 23. August 1869 in Klein Oschersleben; † 11. April 1909 ebenda) war ein deutscher Kolonialschriftsteller. Er war vor allem wegen seines ungewöhnlichen Schreibstils und seines Humors beliebt.

## Leben
Über Stefan von Kotzes Leben ist wenig bekannt. Er war der Außenseiter in seiner Familie und sorgte schon früh für Probleme an seiner Privatschule, an der er kurz vor dem Rauswurf stand. Nur durch eine Intervention des damaligen Reichskanzlers und Freundes der Familie Fürst Otto von Bismarck blieb er weiter dort Schüler. Während das Militär in seiner Familie einen sehr hohen Stellenwert besaß und nahezu alle männlichen Familienmitglieder Offizierskarrieren machten, brach Stefan von Kotze seine militärische Laufbahn, vermutlich wegen Autoritätsproblemen, ab und begann ein Leben als Reiseautor. Fest steht, dass er sich mehrere Jahre in den verschiedenen deutschen Kolonien (Papua, Tsingtau) und den afrikanischen Kolonien aufhielt. In seinen Büchern hat er seine Erlebnisse festgehalten. Seine Werke sind für die damalige Zeit recht humoristisch, beinhalten jedoch auch rassistische Äußerungen – Asiaten bezeichnete er beispielsweise als „gelbe Gefahr“.
Von Kotze starb, der offiziellen Korrespondenz der Familie zufolge, an einem Herzinfarkt. Im Kirchenbuch der Evangelischen Kirche in Klein Oschersleben jedoch ist vermerkt, dass er sich im Parkbereich des dortigen Familienschlosses das Leben nahm. Aufgrund von ausgeprägten Depressionen beendete er sein Leben mit einem großkalibrigen Gewehr, mit dem er sich in den Kopf schoss. Da Suizid zum damaligen Zeitpunkt ein sehr schlechtes Bild auf die Familie geworfen hätte und seiner Mutter sehr stark zusetzte, beschloss die Familie von Kotze, offiziell nur von einem Herzinfarkt zu sprechen. Er ist auf dem dortigen Friedhof, wenige hundert Meter vom Ort seines Selbstmords, beigesetzt.

## Werke (Auswahl)
- Die Gelbe Gefahr. 1900, 1904
- Ein afrikanischer Küstenbummel. Berlin 1906
- Aus einer neuen Literatur. Australische Erzählungen und Plaudereien. Berlin 1909.
- Geschichten aus Australien. Hamburg-Großborstel 1909.
- Südsee-Erinnerungen, aus Papuas Kulturmorgen. Berlin 1921.
- Abenteuer in Australiens Busch und Steppe. Karlsruhe/Leipzig 1921. (Illustrierte Weltall-Bibliothek, 21.)
- Australische Skizzen. Berlin 1921.
- Die Antipoden. Mittenwalde 2016, ISBN 978-3-94687804-9. (Neuauflage der Erstausgabe von 1906.)
- Im europäischen Hinterhaus. Norderstedt 2020, ISBN 978-3-7504-3500-1. (Neuauflage der Erstausgabe von 1908.)